# 34e cérémonie des Filmfare Awards
La 34e cérémonie des Filmfare Awards s'est déroulée en 1989 à Bombay en Inde, après deux ans d'absence.

## Palmarès
| Catégorie                                 | Lauréat |
| ----------------------------------------- | --- |
| Meilleur film                             | Qayamat Se Qayamat Tak - produit par Nasir Hussain - réalisé par Mansoor Khan - avec Aamir Khan et Juhi Chawla |
| Meilleur réalisateur                      | Mansoor Khan (Qayamat Se Qayamat Tak)                                                                          |
| Meilleur acteur                           | Anil Kapoor (Tezaab)                                                                                           |
| Meilleure actrice                         | Rekha (Khoon Bhari Maang)                                                                                      |
| Meilleur acteur dans un second rôle       | Anupam Kher (Vijay)                                                                                            |
| Meilleure actrice dans un second rôle     | Sonu Walia (Khoon Bhari Maang)                                                                                 |
| Meilleure prestation dans un rôle comique | - |
| Meilleur espoir                           | Aamir Khan |
| Meilleur compositeur                      | Anand - Milind (Qayamat Se Qayamat Tak)                                                                        |
| Meilleur parolier                         | Sampooran Singh Gulzar pour « Mera Khuch Samaan » (Ijaazat)                                                    |
| Meilleur chanteur de playback             | Udit Narayan pour « Papa Kehte Hain » (Qayamat Se Qayamat Tak)                                                 |
| Meilleure chanteuse de playback           | Alka Yagnik pour « Ek Do Tin » (Tezaab)                                                                        |
| Meilleure histoire                        | Subodh Ghosh (Ijaazat)                                                                                         |
| Meilleur scénario                         | Nasir Hussain (Qayamat Se Qayamat Tak)                                                                         |
| Meilleurs dialogues                       | Kamlesh Pandey (Tezaab)                                                                                        |
| Meilleure photographie                    | Kiran Deohans (Qayamat Se Qayamat Tak)                                                                         |
| Meilleure direction artistique            | - |
| Meilleure chorégraphie                    | Saroj Khan pour « Ek Do Tin » (Tezaab)                                                                         |
| Meilleur son                              | - |
| Meilleur montage                          | Sanjay Verma (Khoon Bhari Maang)                                                                               |

## Récompenses des critiques
| Catégorie     | Lauréat                        |
| ------------- | ------------------------------ |
| Meilleur film | Om-Dar-Ba-Dar de Kamal Swaroop |